# Harajuku

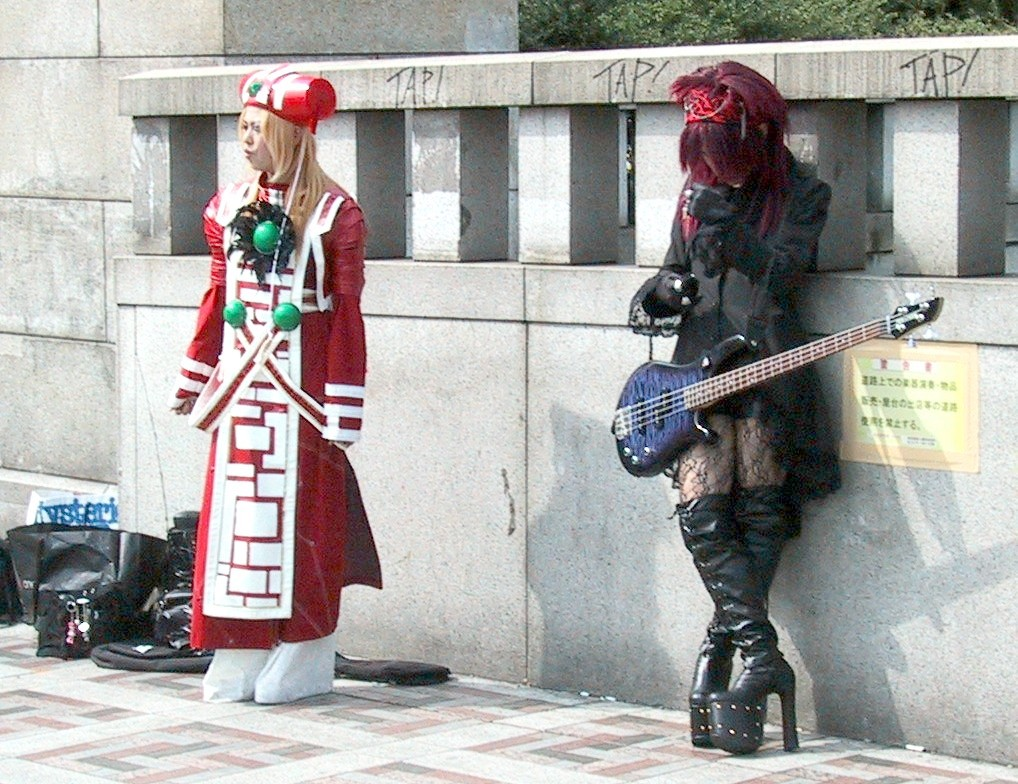
Adolescentes na ponte da Estação Harajuku

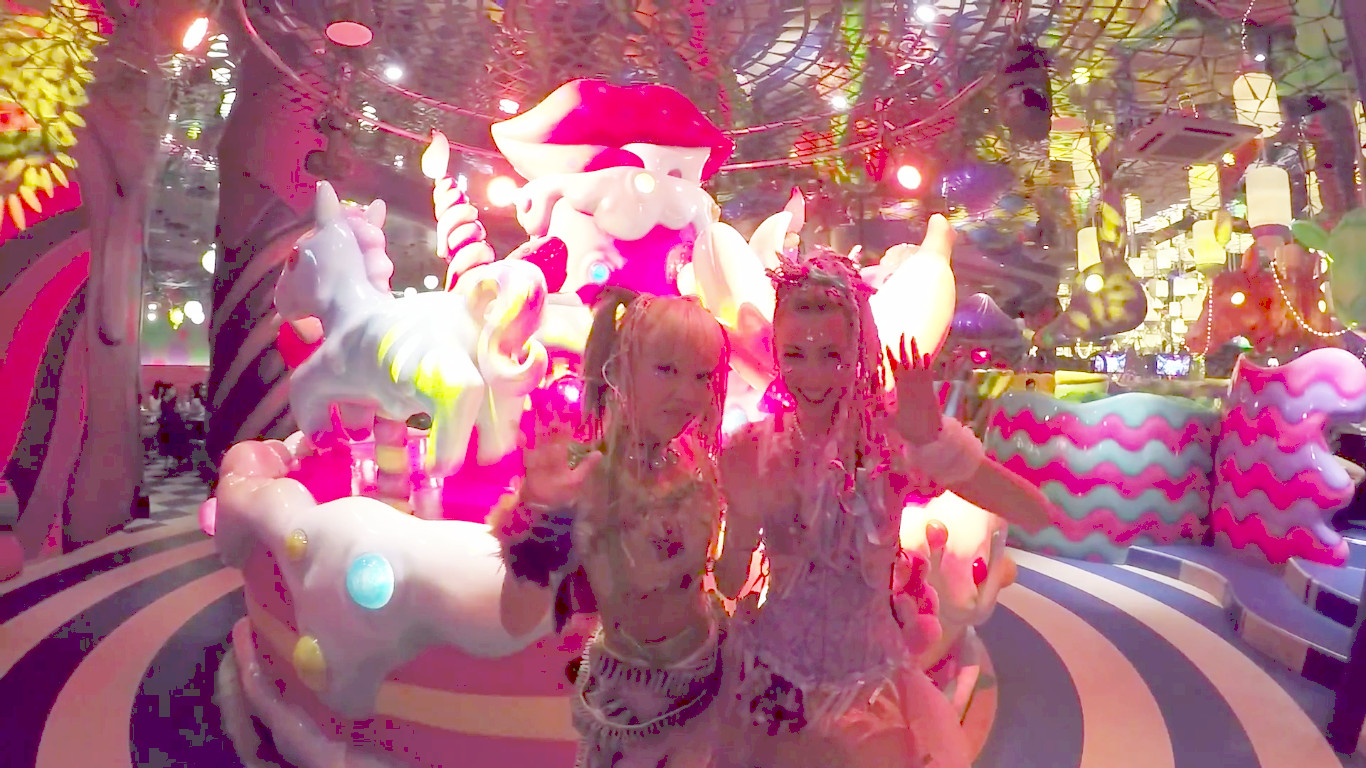
Kawaii monstar cafe

Harajuku (em japonês: 原宿; romaniz.: Harajiyuku, pronunciado: [haɾa(d)ʑɯkɯ] (escutarⓘ), é um distrito em Shibuya, Tóquio, Japão. Harajuku é o nome comum dado a uma área geográfica que se estende da Estação Harajuku a Omotesando, correspondendo nos mapas oficiais do distrito de Shibuya como Jingūmae 1 chome a 4 chome. Em referência popular, Harajuku também abrange muitas ruelas menores, como a Rua Takeshita e a Rua Gato, que se estendem de Sendagaya no norte a Shibuya no sul.
Harajuku é conhecido internacionalmente como um centro de cultura e moda jovem japonesa. As opções de compras e restaurantes incluem muitas pequenas boutiques e cafés independentes, feitos para os jovens, mas o bairro também atrai muitas grandes cadeias de lojas internacionais com merchandising de luxo de alta qualidade amplamente representado ao longo de Omotesando.
Estação Harajuku na Linha Yamanote da East Japan Railway (JR East) e Estação Meiji-jingumae 'Harajuku', servida pela Linha Chiyoda do metrô de Tóquio e pela Linha Fukutoshin do metrô de Tóquio também atuam como portas de entrada para atrações locais, como o Santuário Meiji, o Parque Yoyogi e Ginásio Nacional Yoyogi, tornando Harajuku e seus arredores um dos destinos mais populares em Tóquio para turistas nacionais e internacionais.
Harajuku se tornou famosa nos anos 90 devido ao grande número de artistas de rua e jovens com roupas extravagantes que se reuniam lá aos domingos quando Omotesando ficava fechada ao trânsito. Isso terminou no fim da mesma década e o número de artistas, fãs de visual kei, rockabillies e punks diminuiu gradativamente desde então.  Outro centro da moda chamativa de Harajuku são as gothic lolitas entre as subdivisões do estilo. Mas também se concentram outros como decoras, Visual kei, e jovens com suas próprias invenções.